# 岡田世郎
岡田 世郎 （おかだ せろう）は、日本の建築家・インテリアデザイナー。(株)佐藤総合計画 設計取締役。教育施設や医療福祉関係の設計を中心に従事している。

## 略歴
- 1975年 多摩美術大学美術学部建築科（現:環境デザイン学科）卒業。
- 1976年 プラット・インスティテュート建築学部建築学科卒業。
- 1977年 コロンビア大学大学院建築計画学部修了。
- 1979年 から ㈱佐藤武夫設計事務所（現㈱佐藤総合計画）入社。

## 受賞歴
- 1996年 都市景観デザイン賞 景観賞 （新潟県立看護短期大学）
- 1998年 第8回医療福祉建築賞（熊本中央病院）
- 2000年 第10回医療福祉建築賞（福井済生会病院緩和ケア病棟）
- 2002年 東京建築士会住宅建築賞奨励賞
- 2008年 平成14年度国立学校優秀施設計画部門文教施設部長賞（金沢大学医学部附属病院）